# Dean Cundey
Dean (Raymond) Cundey (Alhambra (Californië), 12 maart 1946) is een Amerikaans cameraman.
Cundey is vooral bekend voor zijn speciale effecten. Hij werkte aan onder meer Halloween, Jurassic Park, Back to the Future en Who Framed Roger Rabbit.
Hij werd in 1989 genomineerd voor een Oscar beste camerawerk voor Who Framed Roger Rabbit. Ook staat hij in de lijst van Kodak's 100 Best Cinematographers of All Time.